# Croisade des Wendes
Croisades baltes

Deuxième croisade
La croisade des Wendes ou croisade wende (en allemand : Wendenkreuzzug) est une campagne militaire menée en 1147 par les États chrétiens du Saint-Empire romain germanique contre les Slaves de Mecklembourg (ou « Wendes ») habitant dans la marche des Billung, sous le prétexte de les christianiser.

## Contexte

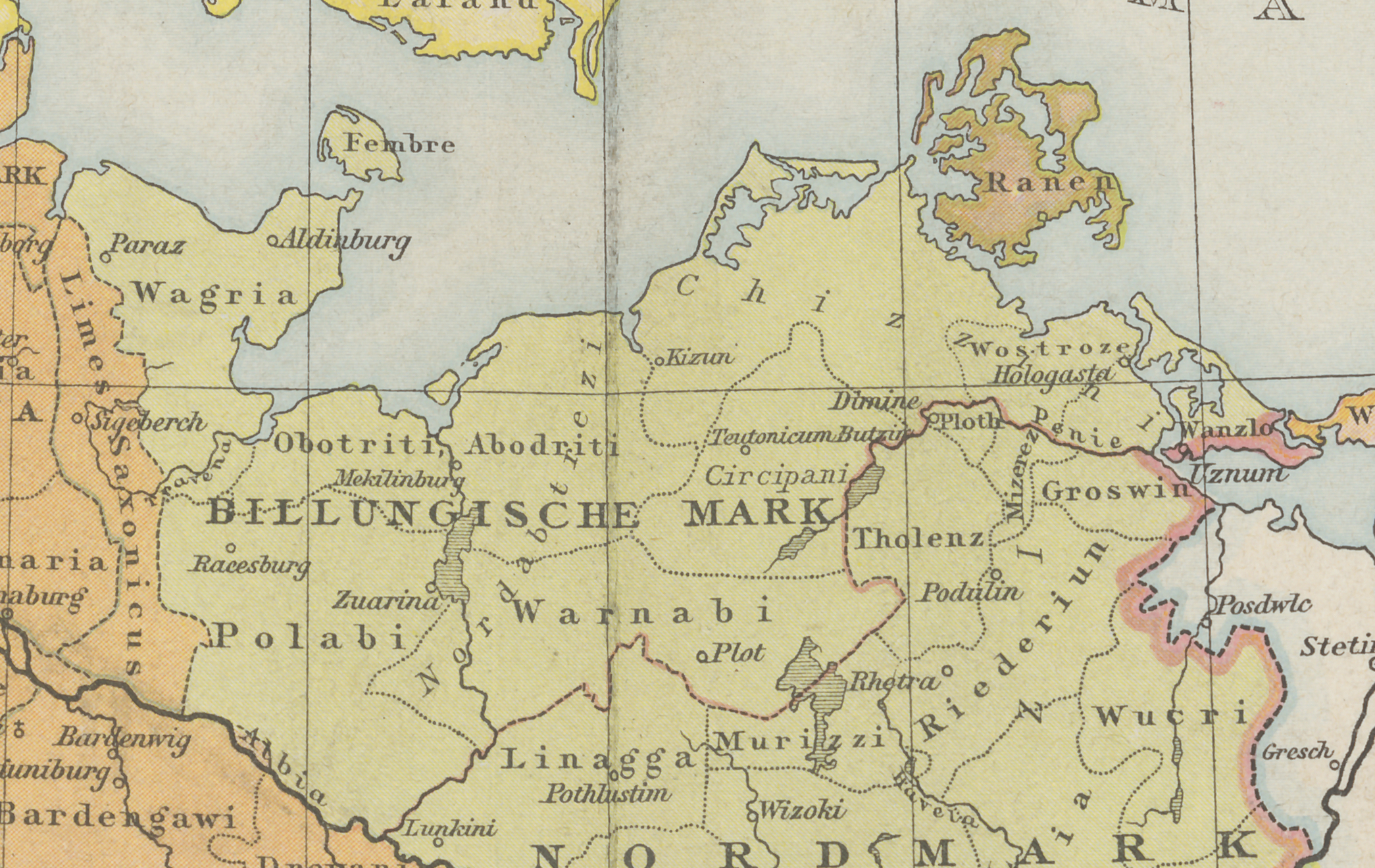
Marche des Bilung en l'an 1000.

Les Wendes sont divers peuples slaves habitant dans le nord-est de l'Allemagne (Abodrites, Wagriens, Lutici, Ranes, Vélètes et certaines tribus poméraniennes).
La dynastie ottonienne soutient l’expansion vers l’est du Saint-Empire romain germanique vers les terres wendes au cours du Xe siècle. Les campagnes du roi Henri l’Oiseleur et de l’empereur Otton le Grand conduisent à l’introduction de burgwards (en) (châtellenies) pour protéger les conquêtes allemandes sur les terres des Sorabes. Les lieutenants d’Otto, les margraves Gero et Hermann Billung, avancent respectivement vers l’est et le nord pour réclamer un tribut aux Slaves conquis. Des évêchés sont établis à Messein, Brandebourg, Havelberg et Oldenbourg pour administrer le territoire. La majorité des tribus wendes ont été christianisées par les conquêtes germaniques, mais en 983, elles retournent au paganisme lorsqu’une grande rébellion slave renverse les gains initiaux allemands. Alors que les burgwards permettent aux Saxons de conserver le contrôle de Meissen, ils perdent Brandebourg et Havelberg. L’Elbe est alors devenue la limite orientale du contrôle germano-romain.
Au début du XIIe siècle, les archevêchés de Brême, Magdebourg et Gniezno cherchent à convertir les Slaves païens au christianisme par des moyens pacifiques : les missionnaires notables comprennent Vicelinus (en), Norbert de Xanten et Othon de Bamberg. Manquant de soutien de la dynastie franconienne du Saint-Empire romain germanique, les princes saxons laïcs à la recherche d’un territoire slave se trouvent dans une impasse militaire avec leurs adversaires : les chrétiens, en particulier les Saxons du Holstein, et les païens s’affrontent à travers le Limes Saxoniae, généralement pour un tribut.
L’idée d’une croisade contre les Wendes trouve son origine dans la Lettre de Magdebourg, envoyée à l’origine entre 1107 et 1110, dans laquelle un auteur anonyme lance un appel contre les Wendes. La Lettre de Magdebourg fait valoir que les Wendes sont des païens et que toute lutte contre eux est justifiée et que la terre qu’ils habitent est « notre Jérusalem ». L'auteur dit: « Ces païens sont très méchants, mais leur pays est le meilleur, riche en viande, en miel, en blé et en oiseaux ; et s’il était bien cultivé, personne ne pourrait lui être comparé pour la richesse de ses produits. C’est ce que disent ceux qui le savent. C’est pourquoi, Saxons, Français, Lorrains, Flamands et conquérants du monde, c’est l’occasion pour vous de sauver vos âmes et, si vous le désirez, d’acquérir la meilleure terre où vivre ». 
De 1140 à 1143, les nobles holsaciens s’avancent en Wagrie pour s’installer définitivement sur les terres des Wagriens. Le comte Adolphe II de Holstein et Henri de Botwide prennent le contrôle des colonies de Polabe qui deviendraient plus tard Lübeck et Ratzebourg. Vicelinus est ensuite installé comme évêque à Oldenbourg. Adolphe cherche la paix avec le chef de la confédération abodrite, Niklot, et encourage la colonisation allemande et l’activité missionnaire en Wagrie.
La chute d’Édesse en Syrie en 1144 choque la chrétienté, ce qui amène le pape Eugène III et saint Bernard de Clairvaux à prêcher une seconde croisade pour renforcer l’Outremer. Alors que de nombreux Allemands du sud se sont portés volontaires pour partir en croisade au Moyen-Orient, les saxons font part à de Clairvaux leur désir de croisades en Germanie lors d’une réunion à la Diète d'Empire à Francfort le 13 mars 1147. Approuvant le plan des Saxons, le pape Eugène III publie une bulle papale connue sous le nom de Divina dispensatione (en) le 11 avril 1147.  Ceux qui se portent volontaires pour partir en croisade contre les païens slaves sont principalement des Danois, des Saxons et des Polonais.

## Déroulement du conflit
Contrarié par la participation d’Adolphe de Holstein à la croisade, le souverain abodrite Niklot (1100-1160) envahit la Wagrie en juin 1147 et, avec les Wagriens, décime les villages flamands et frisons nouvellement installés, ce qui conduit à la marche des croisés à la fin de l’été 1147. En attaquant le premier, Niklot donne une justification supplémentaire à la croisade en légitimant les Wendes comme une menace sérieuse pour la chrétienté. Après avoir expulsé les Abodrites de son territoire, Adolphe signe un traité de paix avec Niklot. 
Les croisés chrétiens restants ciblent le fort abodrite de Dobin et le fort lutici de Demmin. Les forces qui attaquent Dobin comprennent celles des Danois Knut V et Sven III, de l’archevêque Adalbert de Brême (de) et du duc Henri le Lion de Saxe. Évitant les batailles rangées, Niklot défend habilement le marais de Dobin. Une armée de Danois est vaincue par les Slaves de Dobin, tandis qu’une autre doit défendre la flotte danoise contre les alliés de Niklot, les Rani de Rügen. Henri et Adalbert maintiennent le siège de Dobin après la retraite des Danois. Lorsque certains croisés préconisent de ravager la campagne, d’autres s’y opposaient en demandant : « La terre que nous dévastons n’est-elle pas notre terre, et les gens que nous combattons notre peuple ? ». L’armée saxonne sous Henri le Lion se retire après que Niklot accepte de faire baptiser la garnison de Dobin.
L’armée saxonne dirigée contre Demmin est dirigée par plusieurs évêques, dont ceux de Mayence, Halberstadt, Münster, Mersebourg, Brandebourg, Olomouc et l’évêque Anselme de Havelberg. Alors que leur objectif déclaré est de parvenir à la conversion des païens, la plupart cherchent également des territoires supplémentaires et la dîme pour leurs diocèses. L’abbé Wibald de Corvey y va dans l’espoir d’acquérir l’île de Rügen. La campagne de Demmin comprend également les margraves séculiers Conrad Ier et Albert l’Ours, qui espèrent étendre leurs marches. Un contingent royal polonais veut ajouter à l’évêché de Lebus. Marchant de Magdebourg, Albert l’Ours reprend Havelberg, perdu depuis la rébellion slave de 983. Les croisés détruisent ensuite un temple païen et un château à Malchow. Après un siège infructueux de Demmin, un contingent de croisés est détourné par les margraves pour attaquer la Poméranie centrale à la place. Ils atteignent la ville déjà chrétienne de Szczecin, après quoi les croisés se dispersent après avoir rencontré l’évêque Adalbert de Poméranie et le duc Racibor Ier de Poméranie.

## Conséquences
La croisade wende obtient des résultats mitigés. Alors que les Saxons affirmaient leur possession de Wagrie et de Polabie, Niklot conserve le contrôle du pays abodrite à l’est de Lübeck. Les Saxons reçoivent également un tribut de Niklot, permettent la colonisation de l’évêché de Havelberg, et libèrent quelques prisonniers danois. Cependant, les dirigeants chrétiens, principalement Knut et Sven, considèrent leurs homologues avec suspicion et s’accusent mutuellement de saboter la campagne.
Selon Bernard de Clairvaux, le but de la croisade était de combattre les Slaves païens « jusqu’à ce que, avec l’aide de Dieu, ils soient convertis ou supprimés ». Cependant, la croisade ne parvient pas à convertir la plupart des Wendes. En prêchant la croisade, Bernard a exhorté à ne pas faire de trêve ou à accepter toute forme de tribut, mais les croisés reçoivent un tribut de Niklot comme mentionné, ce qui contribue à la perception de Bernard de la croisade comme un échec. Les Saxons réalisent des conversions en grande partie symboliques à Dobin, car les Slaves reviennent à leurs croyances païennes une fois les armées chrétiennes dispersées ; Albert de Poméranie explique : « S’ils étaient venus fortifier la foi chrétienne... ils auraient dû le faire par la prédication, pas par les armes ».  Il n’y a pas de clergé wende établi ni de littérature chrétienne traduite dans la langue des Wendes. Sans aucune institution en place, les conversions forcées des Wendes ne sont pas viable. Les seules conversions réussies sont réalisées par les Danois, qui reprennent l’île de Rügen en 1168 et peuvent la rechristianiser en établissant des églises et en permettant au prince Jaromar de Rügen de rester au pouvoir après avoir pleinement accepté le christianisme. Les Danois ont pu réussir grâce à leur méthode d’encouragement du christianisme plutôt que de se concentrer uniquement sur le contrôle des terres nouvellement acquises.
Dans les années 1160, la plupart des Wendes sont passés sous le contrôle des Saxons ou des Danois. Cependant, en 1180, lorsque Henri le Lion et l’empereur Frédéric Ier Barberousse se brouillent, les Danois sont en mesure d’affirmer leur contrôle politique sur la majorité de la région. Les effets de la croisade wende ont été durables en raison de ses impacts sur l’extension du pouvoir politique et colonial dans la région baltique.